# Эбнётер, Люция
Люция Эбнётер (нем. Luzia Ebnöther; род. 19 октября 1971, Цюрих) — швейцарская кёрлингистка, в составе женской команды Швейцарии серебряный призёр зимних Олимпийских игр 2002 в Солт-Лейк-Сити. Тренер по кёрлингу — в частности, в 2011 тренер национальной смешанной парной сборной Швейцарии.
Играла на позиции четвёртого. Была скипом своей команды.
Ближе к концу и после окончания спортивной карьеры несколько раз работала как телекомментатор на крупных турнирах по кёрлингу: в частности, комментировала для швейцарской телерадиокомпании SRF соревнования по кёрлингу на зимних Олимпийских играх в 2006, 2010 и 2014.

## Достижения
- Зимние Олимпийские игры: серебро (2002).
- Чемпионат мира по кёрлингу среди женщин: серебро (2000), бронза (2004).
- Чемпионат Европы по кёрлингу: серебро (2003), бронза (1999, 2001).
- Континентальный Кубок по кёрлингу: серебро (2002, 2004).
- Чемпионат Швейцарии по кёрлингу среди женщин: золото (1999, 2003).

## Команды
| Сезон   | Четвёртый     | Третий          | Второй          | Первый                  | Запасной                               | Турниры                      |
| ------- | ------------- | --------------- | --------------- | ----------------------- | -------------------------------------- | ---------------------------- |
| 1998—99 | Люция Эбнётер | Николь Штраузак | Таня Фрей       | Надя Распе              | Андреа Штёкли тренер: Брайан Грей (ЧМ) | ЧШЖ 1999 · ЧМ 1999 (5 место) |
| 1999—00 | Люция Эбнётер | Николь Штраузак | Таня Фрей       | Надя Распе              | Лоранс Бидо тренер: Брайан Грей        | ЧЕ 1999 · ЧМ 2000            |
| 2001—02 | Люция Эбнётер | Мирьям Отт      | Таня Фрей       | Надя Ротлизбергер       | Лоранс Бидо тренер: Марк Брюггер       | ЧЕ 2001                      |
| 2001—02 | Люция Эбнётер | Мирьям Отт      | Таня Фрей       | Лоранс Бидо             | Надя Ротлизбергер                      | ОИ 2002                      |
| 2002—03 | Люция Эбнётер | Кармен Кюнг     | Таня Фрей       | Надя Ротлизбергер-Распе |                                        | ЧШЖ 2003 · ККК 2002          |
| 2003—04 | Люция Эбнётер | Кармен Кюнг     | Таня Фрей       | Надя Ротлизбергер-Распе | Лоранс Бидо тренер: Марк Брюггер       | ЧЕ 2003 · ЧМ 2004            |
| 2004—05 | Люция Эбнётер | Кармен Кюнг     | Ивонн Шлунеггер | Лоранс Бидо             |                                        | ККК 2004                     |
| 2006—07 | Люция Эбнётер | Кармен Кюнг     | Кармен Шефер    | Лоранс Бидо             |                                        |                              |
| 2007—08 | Люция Эбнётер | Кармен Кюнг     | Лоранс Бидо     | Andrea Axnick           | Таня Фрей                              | [ 5 ]                        |

(скипы выделены полужирным шрифтом)

## Результаты как тренера национальных сборных
| Год  | Турнир                                              | Сборная   | Место |
| ---- | --------------------------------------------------- | --------- | ----- |
| 2011 | Чемпионат мира по кёрлингу среди смешанных пар 2011 | Швейцария | 1     |